# RStudio
RStudio és un entorn de desenvolupament integrat per a R, un llenguatge de programació per a la informàtica estadística i els gràfics. Està disponible en dos formats: RStudio Desktop que és una aplicació d'escriptori normal, mentre que RStudio Server s'executa en un servidor remot i permet accedir a RStudio mitjançant un navegador web.

## Model de llicència
L'⁣entorn de desenvolupament integrat (IDE) RStudio està disponible amb la llicència GNU Affero General Public License versió 3. L'AGPL v3 és una llicència de codi obert que garanteix la llibertat de compartir el codi.
RStudio Desktop i RStudio Server estan disponibles en edicions gratuïtes i de pagament (comercials). El suport del sistema operatiu depèn del format/edició de l'IDE. Les distribucions preempaquetades de RStudio Desktop estan disponibles per a Windows, macOS i Linux. RStudio Server i Server Pro s'executen a Debian, Ubuntu, Red Hat Linux, CentOS, openSUSE i SUSE Linux Enterprise Server.

## Visió general i història
L'IDE RStudio està escrit en part en el llenguatge de programació C++ i utilitza el framework Qt per a la seva interfície gràfica d'usuari. El percentatge més gran del codi està escrit en Java. JavaScript també es troba entre els llenguatges emprats.
El treball a l'IDE RStudio va començar al voltant de desembre de 2010, i la primera versió beta pública (v0.92) es va anunciar oficialment el febrer de 2011. La versió 1.0 es va publicar l'1 de novembre de 2016. La versió 1.1 es va publicar el 9 d'octubre de 2017.
L'abril de 2018, RStudio PBC (aleshores RStudio, Inc.) va anunciar que proporcionaria suport operatiu i d'infraestructura a Ursa Labs en suport del focus de Labs en la creació d'un nou temps d'execució de ciència de dades impulsat per Apache Arrow.
L'abril de 2019, RStudio PBC (aleshores RStudio, Inc.) va presentar un producte nou, RStudio Job Launcher. El Job Launcher és un complement a RStudio Server. El llançador ofereix la possibilitat d'iniciar processos dins de diversos sistemes de processament per lots (p Slurm) i plataformes d'orquestració de contenidors (p Kubernetes). Aquesta funció només està disponible a RStudio Server Pro (aplicació de pagament).

## Paquets
A més de l'IDE RStudio, RStudio PBC i els seus empleats desenvolupen, mantenen i promocionen diversos paquets R. Això inclou:
- Tidyverse : paquets R per a la ciència de dades, inclosos ggplot2, dplyr, tidyr i purrr
- Shiny: una tecnologia web interactiva
- RMarkdown: els documents Markdown faciliten als usuaris barrejar text amb codi de diferents idiomes, més habitualment R. Tanmateix, la plataforma admet barrejar R amb Python, scripts d'intèrpret d'ordres, SQL, Stan, JavaScript, CSS, Julia, C, Fortran i altres idiomes al mateix document RMarkdown.
- flexdashboard: publica un grup de visualitzacions de dades relacionades com a tauler
- TensorFlow⁣: biblioteca de programari de codi obert per a Machine Intelligence. La interfície R de TensorFlow us permet treballar de manera productiva utilitzant les API d'alt nivell Keras i Estimator i l'API bàsica de TensorFlow.
- Tidymodels: instal·leu i carregueu paquets tidyverse relacionats amb el modelatge i l'anàlisi.
- Sparklyr: proporciona enllaços a la biblioteca d'aprenentatge automàtic distribuïda de Spark. Juntament amb la interfície dplyr de sparklyr, podeu crear i ajustar fàcilment fluxos de treball d'aprenentatge automàtic a Spark, orquestrats completament dins de R.
- Stringr: conjunt d'embolcalls consistent, senzill i fàcil d'usar al voltant del paquet "stringi".
- Reticulate: proporciona un conjunt complet d'eines per a la interoperabilitat entre Python i R.
- Lampista: us permet convertir el vostre codi R existent en API web només afegint un parell de comentaris especials.
- knitr⁣: informes dinàmics que combinen R, TeX, Markdown i HTML.
- packrat: eina de dependència de paquets.
- devtools: eina de desenvolupament de paquets i ajuda a instal·lar paquets R des de GitHub.
- sf: admet funcions senzilles, una forma estandarditzada de codificar dades vectorials espacials. S'enllaça a "GDAL" per llegir i escriure dades, a "GEOS" per a operacions geomètriques i a "PROJ" per a conversions de projecció i transformacions de dades.[12]

## Afegits
L'IDE RStudio proporciona un mecanisme per executar funcions R de manera interactiva des de l'IDE mitjançant el menú Addins. Això permet que els paquets incloguin interfícies gràfiques d'usuari (GUI) per augmentar l'accessibilitat. Els paquets populars que utilitzen aquesta funció inclouen:
- bookdown: una extensió de knitr per crear llibres
- colourpicker: una eina gràfica per triar colors per a les trames
- datasets.load⁣: una eina gràfica per cercar i carregar conjunts de dades
- googleAuthR: autenticar-vos amb les API de Google

## Desenvolupament
L'IDE RStudio està desenvolupat per RStudio, PBC, una corporació de benefici públic fundada per JJ Allaire, creador del llenguatge de programació ColdFusion. RStudio, PBC no té cap connexió formal amb la R Foundation, una organització sense ànim de lucre situada a Viena, Àustria, que és responsable de supervisar el desenvolupament de l'entorn R per a la computació estadística. El juliol de 2022, RStudio anuncia que canviava el seu nom a Posit, per significar la seva exploració més àmplia cap a altres llenguatges de programació com Python.